# ブライトン駅
ブライトン駅（ブライトンえき、Brighton railway station）は、イングランド南部の港町ブライトンにある駅。ブライトン本線の終着駅であり、ロンドン・ブリッジ駅からおよそ80kmの距離にある。
列車運行会社のゴヴィア・テムズリンク・レールウェイが管理しており、ロンドンからガトウィック空港を経由するガトウィック・エクスプレスの終着駅でもある。その他、グレート・ウェスタン・レールウェイも列車を運行している。
駅の建設は、ロンドン・アンド・ブライトン鉄道により1840年から41年にかけて行われた。1840年5月11日の開業時にはブライトンからショーハム＝バイ＝シーを結ぶだけであったが、41年9月にはヘイワーズ・ヒース駅からロンドン・ブリッジ駅までがクレイトン・トンネル経由で繋がった。46年にはさらにブライトンの東にあるルイスまでが繋がり、さらに同年には他社との合併によってポーツマツ、ヘイスティングスとも繋がった。またこの際、社名がロンドン・ブライトン・アンド・サウス・コースト鉄道となった。

## 歴史

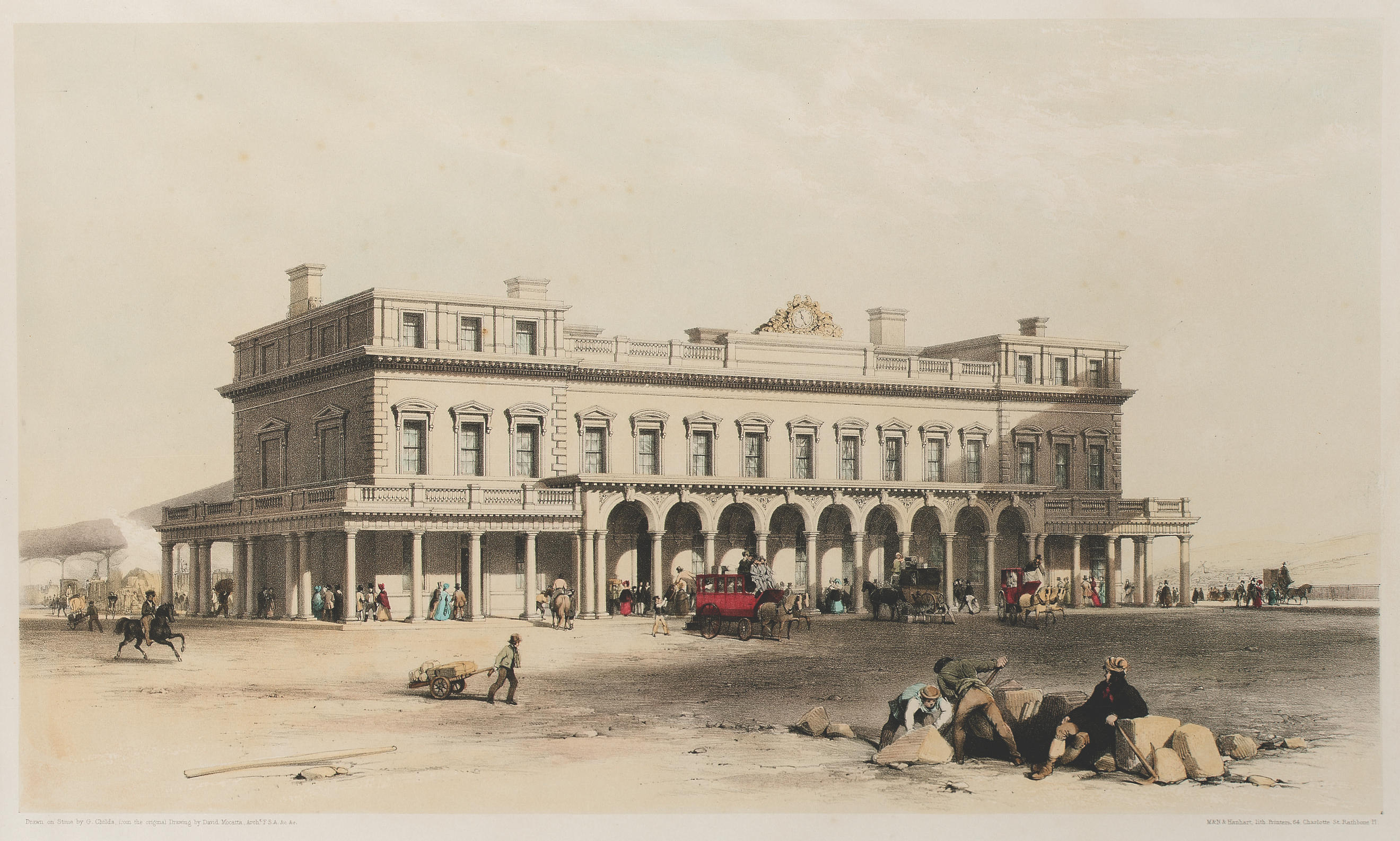
モカッタが設計した初代駅舎 (1841年)

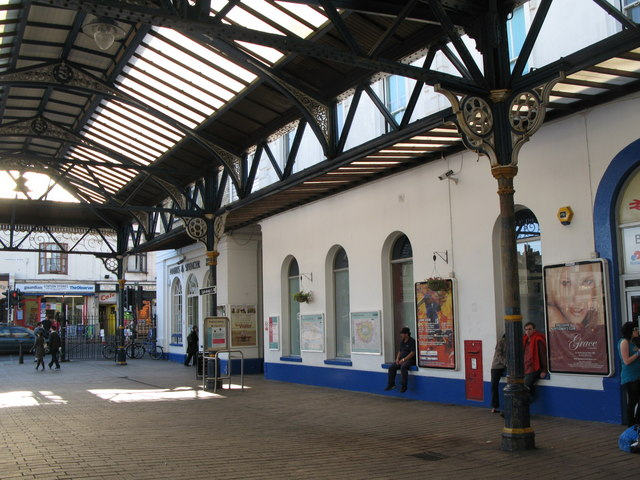
駅舎正面に残る初代駅舎の面影はほとんどわからなくなっている

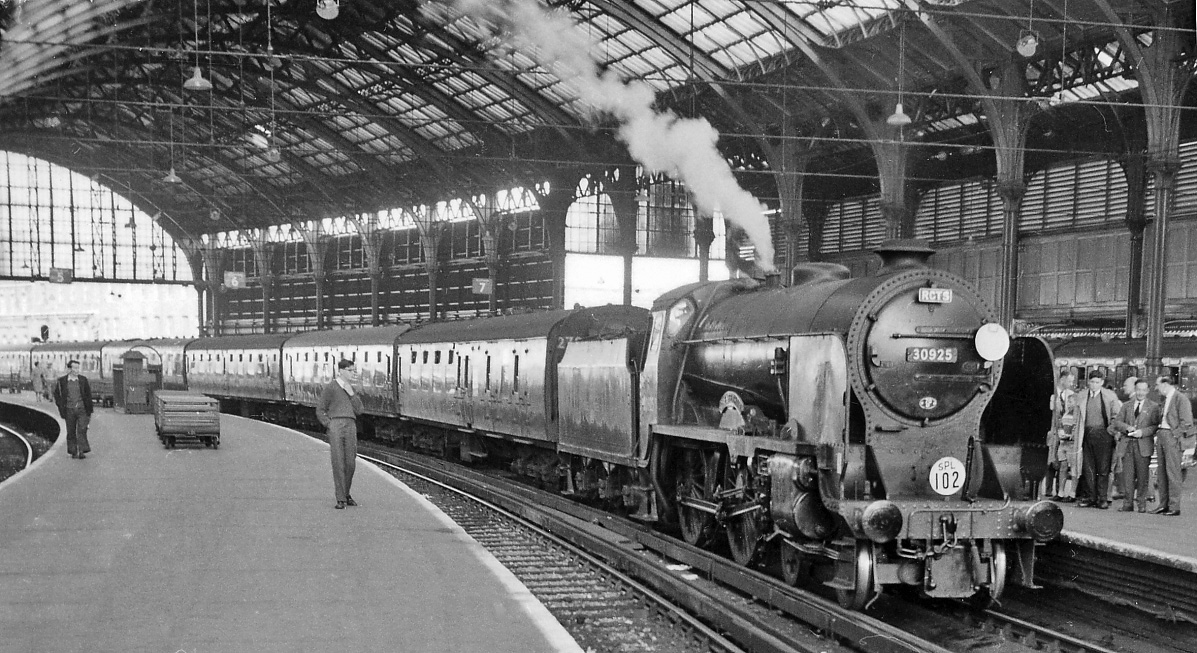
1962年に撮影された当時のブライトン駅

ロンドン・アンド・ブライトン鉄道（L&BR）により、ブライトン市街の北端に駅舎や売店、車庫が建設された。この場所は海岸線から0.8km離れており、海抜は21mあったが、パッチャム・トンネルへ至る勾配を作るために切通しが作られた。
L&BR本社が入居する予定だった駅舎の設計は、建築家デイヴィッド・モカッタによって1839年から40年にかけて行われイタリア様式の3階建て駅舎とされた。この駅舎は現在も残っているが、増築によって影が薄くなってしまっている。駅舎のデザインは、ウィリアム・タイトが設計し1838年に建設されたロンドン・アンド・サウサンプトン鉄道のナイン・エルムス駅に似た点が多いと言われている。建設には9,766ポンドを要し、1841年の5月から8月にかけて工事が行われた。プラットフォームの上屋の建設はジョン・アーパス・ラストリックが担当し、250フィート（76m）の屋根が4つ掛けられた。
鉄道の運行は、ショーハム方面へは1840年5月12日から、ロンドン方面へは1841年9月21日から開始された。
1846年6月8日、ブライトン・ルイス・アンド・ヘイスティングス鉄道 の開業に合わせて駅舎が拡幅され、その翌月には合併によって社名がロンドン・ブライトン・アンド・サウス・コースト鉄道に変更された。19世紀半ばにはさらなる改装が行われ、追加のプラットホームが設置された。しかし1870年代後半には乗降客数の増加に伴ってさらにホームの延長が行われ、1882年から83年にかけて屋根の架け替えも行われた。2020年現在の駅舎に架かるガラス屋根は1999年からの改装によって設置されたものである。
駅正面にバス乗り場、側面にはタクシー乗り場がある。駅の下にはトンネルが通っており、クイーンズ・ロードが整備されるまではこのトンネルが駅へのアクセスを担っていた。

### 年表
- 1840年
  - 5月11日：ロンドン・アンド・ブライトン鉄道（L&BR）によって駅が開業。
  - 5月12日：ショーハム＝バイ＝シー方面への運行開始。
- 1841年
  - 8月：駅舎完成。
  - 9月21日：ロンドン方面への運行開始。
- 1846年
  - 6月：ブライトン・ルイス・アンド・ヘイスティングス鉄道の開業に伴い駅舎が拡幅。ルイス方面への運行開始。
  - 7月：合併により社名がロンドン・ブライトン・アンド・サウス・コースト鉄道に変更。ポーツマス方面への運行開始。
- 1882年：屋根の架け替えを実施。
- 1999年：駅の改修を実施。ガラス屋根に架け替え。

## 運行頻度
オフピーク時間の列車の運行頻度は次の通りである。

### ブライトン本線
- ガトウィック・エクスプレス
  - ロンドン・ヴィクトリア行き　毎時2本
- テムズリンク
  - ベドフォード（英語版）行き　毎時2本
  - ケンブリッジ行き　毎時2本
- サザン
  - ロンドン・ヴィクトリア行き　毎時2本

### ウェスト・コーストウェイ線
- サザン
  - ウェスト・ワージング行き　毎時2本
  - ホヴ行き　毎時2本
  - ポーツマス・ハーバー行き　毎時1本
  - サウサンプトン・セントラル行き　毎時1本
- グレート・ウェスタン・レールウェイ
  - ブリストル・テンプル・ミーズ行き 1日数本

### イースト・コーストウェイ線
- サザン
  - シーフォード行き　毎時2本
  - ルイス行き　毎時2本
  - ヘイスティングス行き　毎時1本
  - オア行き　毎時1本

## 駅構造
頭端式4面8線のホームを持つ地上駅で改札口は南側の1箇所のみ。そのほか、駅構内には売店や観光案内所、ATMなども設置されている。

### のりば
4番のりばから8番のりばまでについては標準的なのりばであり、時間帯によって変更される場合がある。
| のりば | 路線                                                                   | 方向 | 行先                                                                        |
| ------ | ---------------------------------------------------------------------- | ---- | --------------------------------------------------------------------------- |
| 1・3   | ■ グレート・ウェスタン                                                 | 下り | ブリストル方面                                                              |
| 1〜3   | ■ サザン（ウェスト・コーストウェイ線）                                 | 下り | ワージング・ポーツマス・サウサンプトン方面                                  |
| 3      | ■ ガドウィック・エクスプレス ■ サザン（ブライトン本線）                | 上り | ガトウィック空港・ロンドン方面                                              |
| 3      | ■サザン（イースト・コーストウェイ線）                                  | 下り | イーストボーン・シーフォード・ヘイスティングス方面                          |
| 4〜6   | ■ ガドウィック・エクスプレス ■ テムズリンク ■ サザン（ブライトン本線） | 上り | ■ガトウィック空港・ロンドン方面 ■ロンドン・ケンブリッジ・ベッドフォード方面 |
| 7・8   | ■サザン（イースト・コーストウェイ線）                                  | 下り | イーストボーン・シーフォード・ヘイスティングス方面                          |

## 駅周辺
ブライトンの中心に位置し、周辺には映画館やショッピングセンター、ホテルなどがある。また、観光名所であるビーチからもほど遠くない位置にある。

### 主な周辺施設
- ロイヤル・パビリオン
- ヴォルクの電気鉄道
- シーライフ・ブライトン
- ブライトン・センター（英語版）
- ブライトン・パレス・ピア（英語版）
- ブリテッィシュ・エアウェイズi360（英語版）

## バス
ブライトン・アンド・ホヴ・バス・アンド・コーチ株式会社
- Aのりば
  - 7/N7：ブライトン・マリーナ（英語版） 行
- Bのりば
  - N1：ダウンズ・パーク 行（ホヴ、ポーツレード（英語版）経由）
  - 27/27C：ソルトディーン 行
  - 59：オールド・スティーン（英語版） 行
- Cのりば
  - 1/1A：ホワイトホーク（英語版） 行
  - 6：セインズベリー 行（ホヴ、ポーツレード経由）
- Dのりば
  - 14/14A/14C：ニューヘイブン 行（ロッティンディーン、ソルトディーン、ピースヘイブン経由）
  - 77：ブライトン・パレス・ピア（英語版） 行
- Eのりば
  - 7/N7：ホヴ 行（ホヴ駅経由）
  - 18：クイーンズ・パーク 行
  - 21E：ゴールドストーン・ヴァレー 行
  - 27/27B：ウェストディーン（英語版） 行
  - 77：デビルズ・ダイク（英語版） 行

## 隣の駅
ナショナル・レール
■ ガトウィック・エクスプレス（ゴヴィア・テムズリンク・レールウェイ）
ガトウィック空港駅 - ブライトン駅
■ テムズリンク（ゴヴィア・テムズリンク・レールウェイ）
プレストン・パーク駅 - ブライトン駅
■ サザン（ゴヴィア・テムズリンク・レールウェイ）
ブライトン本線
ハソックス駅 - ブライトン駅
イースト・コーストウェイ線
ブライトン駅 - ロンドン・ロード駅
ウェスト・コーストウェイ線
ブライトン駅 - ホヴ駅
■ グレート・ウェスタン・レールウェイ
ウェスト・コーストウェイ線
ブライトン駅 - ホヴ駅